# 94 Aurora
Aurora /əˈrɔːrə, ɒ-/ (định danh hành tinh vi hình: 94 Aurora) là một trong các tiểu hành tinh vành đai chính lớn nhất, với suất phản chiếu chỉ bằng 0,04, đen hơn bồ hóng, và thành phần cấu tạo nguyên thủy gồm cacbonat. Tiểu hành tinh này do James Craig Watson phát hiện ngày 6 tháng 9 năm 1867 tại Ann Arbor, Michigan, (Hoa Kỳ) và được đặt theo tên nữ thần Aurora, nữ thần rạng đông trong thần thoại La Mã.